# 岡咲翔子
岡咲 翔子（おかさき しょうこ、本名: 岡崎 翔子〈おかざき しょうこ〉、1988年12月13日 - ）は、高知県出身の女性モデル・元レースクイーンである。

## 来歴
- 大阪の大学に通う傍らモデルの仕事を始める。当初は本名で[1]活動していたが、大学卒業後の2011年7月よりイー・スマイルに移り「岡咲翔子」に改名[3]。同年、スーパー耐久『PETRONAS TWSプリンセス』を務める。
- 2012年は引き続きTWSプリンセスを務める一方、SUPER GT『ZENT sweeties』の一員として活動する。同年『ミスヤングチャンピオン2012』に出場したが、受賞はならなかった[4]。
- 2014年1月26日に行われた「イー・スマイル2014新年会」への出演を最後に、レースクイーン業を引退し、所属していたイー・スマイルを退所した[5]。
- 2015年4月2日、自身のブログで前年6月に結婚したことを発表した[6]。同年9月21日に第1子を出産したことも明かした[7]。

| 年度   | カテゴリー   | チーム名               | 備考             |
| ------ | ------------ | ---------------------- | ---------------- |
| 2011年 | スーパー耐久 | PETRONAS TWSプリンセス |                  |
| 2012年 | SUPER GT     | ZENT sweeties          |                  |
| 2012年 | スーパー耐久 | PETRONAS TWSプリンセス | 相方：西村いちか |
| 2013年 | スーパー耐久 | FORGED TWSプリンセス   | 相方：小野関舞   |

## 人物
- 趣味は映画観賞、カフェ巡り。特技はヨガ、バドミントン。
- 4歳下の弟がいる[8]。
- TWSプリンセスで一緒だった咲月美優と仲が良く、プライベートでは一緒に食事に行くほどである[2][9]。また事務所の同僚でTWSプリンセスでも共働した西村いちかとは今でも交流が深く、西村のブログに何度か登場している[10]。

## 出演

### テレビ番組
- 解禁!暴露ナイト（テレビ東京系・2012年10月 - 2013年）[注 1]

### 映画
- ミスヤンチャン学園・飯田橋女子高校〜とどけ!乙女の想い〜KISS部（2013年1月30日、監督：ウンノヨウジ）- 生活指導教諭・岡咲先生 役[11]

### Vシネマ
- ミスヤンチャン学園 飯田橋女子高校 キス部（パワーギャングワークス・2013年2月3日発売） - 岡咲先生役

### イベント
- 大阪オートメッセ「PETRONAS TWS C-WESTブース」（2011年 - 2013年）
- 東京オートサロン
  - 「PETRONAS TWS C-WESTブース」（2012年）
  - 「avexキャンペーンガール」（2013年）
- 東京ゲームショウ「GMOインターネットブース」（2012年）
- 東京オートスタイル「BMW JAPANブース」（2013年）
- 大阪モーターショー「大阪トヨペットブース」（2013年）
- 関西コレクション「KAINOステージヘアショーモデル」（2015年4月12日・京セラドーム大阪）
結婚・出産後初のイベント出演。かつての事務所の同僚である西村いちか、福田美香、高橋美咲、瀬野ユリエとも共演。また、現在はFIRST AGENTに所属している朝比奈彩（旧芸名：北川彩）も同ステージに出演していた[12][13]。